# Robert Dupont (peintre)
Pour les articles homonymes, voir Dupont.
Robert Dupont, né à Caen le 28 juillet 1874 et mort le 1er septembre 1949 à Montabon, est un peintre français.

## Biographie
Frère du compositeur Gabriel Dupont, élève d'Élie Delaunay et de Gustave Moreau, il expose dès 1897 au Salon des artistes français où il obtient une médaille d'argent en 1929 ainsi qu'au Salon d'automne, en présentant des paysages et des peintures animalières.
Le Musée Carnavalet conserve de lui des dessins représentant des vues de Paris et l’État avait acquis de lui deux vues de Paris, l'une pour le Ministère des Colonies, l'autre pour le Ministère de la Justice.